# Baba en Mai (Groningen)
Baba en Mai  is een monument op het Monumentenplein in Groningen, Suriname. De onthulling vond plaats op 4 juni 2023 ter herinnering aan de aankomst van de eerste Indiase contractarbeiders naar Suriname (Hindoestanen) op 5 juni 1873, ook wel Prawas Din genaamd.
Bij het monument staat een plaquette met de tekst:
| Baba en Mai Monument 5 juni 1873 - 5 juni 2023 Onthuld i.v.m. herdenking 150 jaar Hindostaanse Immigratie Op initiatief van de Stichting Hindostaanse Immigratie (SHI) Saramacca, 4 juni 2023 |

Het beeldenpaar is een initiatief van de Stichting Hindoestaanse Immigratie (SHI). Er staan ook monumenten van Baba en Mai in Paramaribo (1994), in Calcutta (2015), in Nieuw-Nickerie (2017) en in Nieuw-Amsterdam (2019). Met het beeld in Groningen werd een belofte ingelost van Shabier Ishaak (1945-2021), de voormalige voorzitter van de SHI, dat er ook in het district Saramacca een monument van Baba en Mai zou komen. Op 5 juni 2023 werden bij alle beelden een bloemenhulde gebracht. Zo'n 55% van de bevolking van Saramacca bestaat uit Hindoestanen.